# Maria-Lanzendorf
Maria-Lanzendorf è un comune austriaco di 2 108 abitanti nel distretto di Bruck an der Leitha, in Bassa Austria. È stato istituito nel 1871 scorporandolo dal comune di Oberlanzendorf; tra il 1938 e il 1954 era accorpato alla città di Vienna.